# 福本幸
福本 幸（ふくもと みゆき、1977年1月4日 - ）は、日本の陸上競技選手。旧姓は青山。専門は走高跳である。大阪府出身。夙川学院高等学校、甲南大学卒業、中京女子大学大学院修了。世界陸上選手権大阪大会およびモスクワ大会女子走高跳日本代表。甲南学園AC所属。

## 経歴
- 大阪市立淀中学校入学後に陸上部と出会い、競技を始める。
- 中学3年で現在も残る大阪中学記録となる、1m73を跳び全日中優勝。
- 高校進学後も記録を伸ばし、高校3年では全国ランキングは1位でありながらもインターハイでは2位。高校時代の自己ベスト1m81は高校歴代5位タイ。
- 甲南大学入学後はヘルニアに悩まされたが、中京女子大学卒業までの間に3度全日本インカレで優勝している。WWA（World Wide Athlete）時代に国体成年女子走高跳を初制覇し、翌年も優勝し連覇達成。以後09年までに同種目で7回国体を制している。
- 中学教員になり2年目の04年に自己ベストを更新する1m92を記録し、アテネオリンピック参加B標準をクリアしながらも夢の五輪出場は叶わなかった。2005年全日本実業団選手権で3連覇を達成。国体は棄権し、連覇はストップ。
- 2006年は、日本選手権でハニカット陽子を下し初優勝。国体も4度目の優勝を飾る。ドーハアジア大会にも出場し5位入賞を果たした。このアジア大会では、1m87の跳躍の際、他の選手が誤って、福本のマークを剥がしてしまうアクシデントに見舞われ、抗議したものの通らず、この高さを失敗してしまった。
- 2007年春先から3年ぶりとなる1m90台を跳び、全日本実業団選手権5連覇達成。日本選手権も2連覇、アジア大会では体調不良の為僅か5歩の助走で1m88をクリア。世界陸上大阪大会に出場し、1m84で予選落ち。
- 2008年北京オリンピックを目指し、日本選手権は3連覇を達成したものの、標準記録に届かず、出場はならなかった。
- 2009年日本選手権を制し4連覇を達成。この年中学校の教員から、同じ吹田市内の公立高校の教員になった。
- 2011年日本選手権で5回目の優勝を飾る。7月、神戸で開催された第19回アジア選手権で7位入賞の成績を残した。
- 2012年日本選手権2位。同年、1m90を5年ぶりに記録する。
- 2013年4月、オーストラリア選手権で1m92をマークし第14回世界選手権参加標準記録Bを突破。6月の日本選手権で6回目の優勝を飾り、第14回世界選手権の日本代表に選出された。7月、インド・プネーで開催された第20回アジア選手権で5位に入賞した。

## 主な競技歴
- 全日本中学校陸上競技選手権大会女子走高跳優勝
- 日本学生陸上競技対校選手権大会女子走高跳優勝
- 日本陸上競技選手権大会女子走高跳優勝（2006-2009年、2011年、2013年）